# Rublev (cràter)

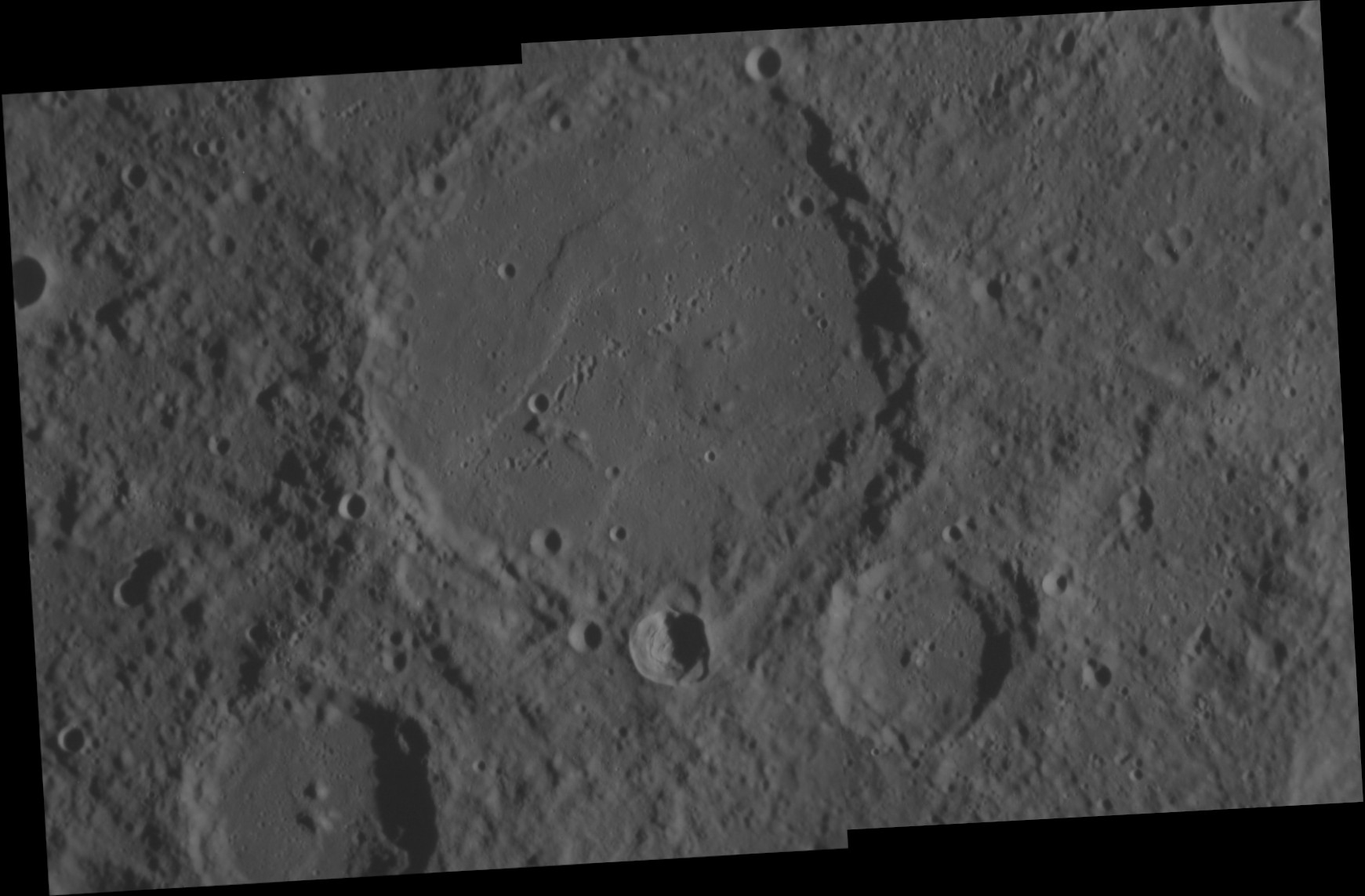
Fotografia del cràter Rublev realitzada per la sonda Messenger.

Rublev és un cràter d'impacte en el planeta Mercuri de 129 km de diàmetre. Porta el nom del pintor rus Andrei Rublev (c. 1370-1430), i el seu nom va ser aprovat per la Unió Astronòmica Internacional el 1976.